# بادام کوهی (گیاه)
بادام کوهی (نام علمی: Prunus elaeagrifolia) گونه‌ای بادام وحشی بومی ایران است. این گیاه درختچه یا درخت کوچکی است به ارتفاع ۳ تا ۴ متر، با پوست خاکستری است که از شاخه‌های قدیمی‌تر آن در برخی جاها پوست می‌اندازد و پوست زیرین قهوه‌ای مایل به زرد آن نمایان می‌شود. شاخه‌ها به نوعی خاردار هستند و برگ‌های آن به‌طور متراکم کرک‌دار بوده و کرک‌های آن به رنگ زرد خاکستری می‌باشند.
این گیاه عمدتاً در بخش جنوبی رشته‌کوه‌های زاگرس یافت می‌شود و در برخی مناطق زاگرس یکی از گونه‌های درختی غالب است. تعداد کروموزوم‌های آن 2n=۱۶ بوده و دارای فرمول کاریوتیپی 7m+t است.

## فنولوژی
گلدهی: فروردین تا اردیبهشت
میوه‌دهی: اواخر اردیبهشت تا مرداد
پراکندگی: غرب و جنوب ایران.
زیستگاه: در مناطق نیمه‌بیابانی و جنگل‌های تخریب‌شده، در دامنه‌های کوهستانی صخره‌ای و در دره‌ها در خاک‌های آهکی. در ارتفاعات بین ۱۶۰۰ تا ۲۳۰۰ متر رشد می‌کند.

## طبقه‌بندی
این گونه برای اولین بار توسط ادوارد اسپاخ در سال ۱۸۴۳ به عنوان (نام علمی: Amygdalus elaeagrifolia) توصیف شد. ادوارداسپاخ این املای لقب را در کتاب "Illustrationes plantarum orientalium" ژوبرت که او نیز در ویرایش آن کمک کرده بود، تکرار کرد. به نظر می‌رسد که این لقب از "elaeagros"، زیتون وحشی، گرفته شده و به معنای «با برگ‌های شبیه زیتون وحشی» است. نویسندگان بعدی به نظر می‌رسد که فکر کرده‌اند او اشتباه تایپی کرده و به اشتباه لقب را به "elaeagnifolia" که به معنای «با برگ‌هایی مانند سنجد (نام علمی: Elaeagnus)» است، اصلاح کرده‌اند.
در سال ۱۸۹۲، کارل فریچ این گونه را از "Amygdalus" به "Prunus" منتقل کرد و لقب را به جای "elaeagrifolia" ادوارد اسپاخ، به این صورت "elaeagnifolia" نوشت. تا اکتبر ۲۰۲۱، برخی منابع از فریتچ پیروی کرده و این گونه را "Prunus elaeagnifolia" نامیدند، در حالی که فهرست نام‌های بین‌المللی گیاهان (IPNI) از "elaeagrifolia" حمایت و استفاده کرده است.